# هوشرية أبرامزية
هوشرية أبرامزية (الاسم العلمي:Heuchera abramsii) هي نوع من النباتات يتبع جنس الهوشرية من فصيلة كاسرة الحجر.